# سيسيليا فروده
سيسيليا فروده (بالسويدية: Cecilia Frode)‏ هي ممثلة سويدية، ولدت في 14 أغسطس 1970 في لينشوبينغ في السويد.

## وصلات خارجية
- الموقع الرسمي
- سيسيليا فروده على موقع IMDb (الإنجليزية)
- سيسيليا فروده على موقع روتن توميتوز (الإنجليزية)
- سيسيليا فروده على موقع ألو سيني (الفرنسية)
- سيسيليا فروده على موقع تيرنر كلاسيك موفيز (الإنجليزية)
- سيسيليا فروده على موقع أول موفي (الإنجليزية)
- سيسيليا فروده على موقع قاعدة بيانات الأفلام السويدية (السويدية)
- سيسيليا فروده على موقع قاعدة بيانات الفيلم (الإنجليزية)